# Love and Other Drugs
Love and Other Drugs  (Amor e Outras Drogas no Brasil, O Amor é o Melhor Remédio em Portugal) é um filme de comédia romântica e comédia dramática lançado em 2010, dirigido por Edward Zwick, baseado no livro de não-ficção The Evolution of a Viagra Salesman de Jamie Reidy e estrelado por Jake Gyllenhaal e Anne Hathaway, que originalmente se uniram em Brokeback Mountain. O filme foi lançado nos Estados Unidos em 24 de novembro de 2010, e recebeu críticas mistas dos críticos de cinema.

## Sinopse
Em 1996, Jamie Randall (Jake Gyllenhaal) é um sedutor incorrigível do tipo que perde a conta do número de mulheres com quem já transou. Após ser demitido do cargo de vendedor em uma loja de eletrodomésticos, por ter seduzido uma das funcionárias, ele passa a trabalhar num grande laboratório da indústria farmacêutica. Como representante comercial, sua função é abordar médicos e convencê-los a prescrever os produtos da empresa para os pacientes. Em uma dessas visitas, ele conhece Maggie Murdock (Anne Hathaway), uma jovem de 26 anos que sofre de mal de Parkinson. Inicialmente, Jamie fica atraído pela beleza física e por ter sido dispensado por ela, mas aos poucos descobre que existe algo mais forte. Maggie, por sua vez, também sente o mesmo, mas não quer levar adiante por causa de sua doença.

## Elenco
- Jake Gyllenhaal como Jamie Randall
- Anne Hathaway como Maggie Murdock
- Gabriel Macht como Trey Hannigan
- Oliver Platt como Bruce Jackson
- Hank Azaria como Dr. Knight
- Josh Gad como Josh Randall
- Judy Greer como Cindy
- George Segal como Dr. James Randall
- Jill Clayburgh como Nancy Randall
- Katheryn Winnick como Lisa
- Jaimie Alexander como Carol
- Nikki DeLoach como Christy

## Produção
- O livro "Hard Sell: The Evolution of a Viagra Salesman", de Jamie Reidy, serviu apenas de ponto de partida, uma vez que nele não existe situação de interesse amoroso. Já em Amor e Outras Drogas, um de seus principais temas é o relacionamento entre os personagens Jamie e Maggie;
- O ator Jake Gyllenhaal se reuniu diversas vezes com o autor do livro, no intuito de se preparar para o personagem;
- Já Anne Hathaway fez o mesmo com Lucy Roucis, atriz profissional que tem Mal de Parkinson (diagnosticado poucos anos antes de completar 30 anos de idade) e que agora trabalha em Denver com uma companhia de atores chamada PHAMALY (Physically Handicapped Actors and Musical Artists League, Inc. - Liga de Atores e Músicos Portadores de Deficiências);
- Roucis, por sinal, participa do filme como humorista palestrante em uma convenção focada nas vítimas da doença;
- O filme se passa na segunda metade da década de 90, período em que os remédios começaram a ser anunciados e vendidos diretamente para o público consumidor nos Estados Unidos;
- É o 2º filme em que Anne Hathaway e Jake Gyllenhaal trabalham juntos. O anterior foi O Segredo de Brokeback Mountain (2005);
- Para definir como seriam as cenas de sexo, o diretor Edward Zwick fez com que o elenco principal assistisse desde comédias românticas a filmes com cenas mais picantes, como Nove Canções (2004) e Último Tango em Paris (1972). Eles depois se reuniram e conversaram sobre como as cenas deveriam ser feitas;
- Os contratos de Anne Hathaway e de Jake Gyllenhaal não possuíam cláusulas prevendo o quanto e até onde as cenas de nudez poderiam exibir;.[7]
- Amor e Outras Drogas foi rodado em Pittsburgh, estado da Pennsylvania centro da indústria médica americana com muitas empresas fortes de pesquisa;
- Seu orçamento foi de US$ 30 milhões.[5][6][8]

## Bilheteria
Love and Other Drugs foi lançado em 24 de novembro de 2010, e inaugurado em 2,455 cinemas nos Estados Unidos, arrecadando $2,239,489 no seu dia e abertura $9,739,161 em sua semana de estreia, ocupando a posição 6 com uma média por cinema de $3,967. Em seu segundo fim de semana, manteve-se na posição 6 e arrecadou $5,652,810—$2,300 por cinema. Através do seu terceiro fim de semana ele caiu para a posição 8 e fez $2,981,509—$1,331 por cinema.
O filme quase não quebrou até mesmo em casa, com um total bruto nacional de $32,367,005 em oposição a uma produção de orçamento $30 milhões. Ele se saiu muito melhor no exterior, onde o filme arrecadou $70,453,003.

## Prêmios e Indicações
68th Golden Globe Awards
- Melhor Ator em um Filme de Comédia ou Musical — Jake Gyllenhaal (Indicado)
- Melhor Atriz em um Filme de Comédia ou Musical — Anne Hathaway (Indicada)

Satellite Awards 2010
- Melhor Ator – Filme Musical ou Comédia — Jake Gyllenhaal (Indicado)
- Melhor Atriz - Filme Musical ou Comédia — Anne Hathaway (Venceu)

Washington D.C. Area Film Critics Association
- Melhor Atriz — Anne Hathaway (Indicada)